# Castelnuovo (Assise)
Pour les articles homonymes, voir Castelnuovo.
Castelnuovo est une frazione de la commune d'Assisi située dans la province de Pérouse (Perugia) en Ombrie (Umbria).

## Géographie
Le village est situé à 8 km au sud-ouest d'Assise à une altitude d'environ 195 m et compte 754 habitants.

## Lieux intéressants
- Castello di Castelnuovo, Ancien château dont l'origine remonte au XIIe siècle,
- Chiesa di Santa Lucia, église comportant des fresques du XVe siècle.